# Iglesia de San Pío X (Valladolid)
La iglesia de San Pío X  es un templo moderno ubicado en Valladolid. Se encuentra en el barrio Girón y está dedicado al papa Pío X.

## Historia
Se consagró en 1958. Exceptuando tejados, pintura y otros arreglos solamente ha experimentado el cambio de un dibujo en el ábside por un pequeño retablo del siglo XVIII. Tiene una pequeña y bella imagen de Santa Águeda y una digna Puerta del Sagrario.

## Estilo
El edificio está construido íntegramente en ladrillo. Tiene planta de cruz latina, pero orientado con el ábside hacia el oeste, posee dos torres circulares rematadas en punta en los pies, flanqueando la puerta principal, y una mayor a modo de campanario junto a la cabecera. Ésta nunca ha dispuesto de campanas.
Además, hacia el sur se abre un soportal hacia la plaza, por donde se realiza el acceso cotidiano al edificio
- Datos: Q5911240
- Multimedia: Church of San Pío X, Valladolid / Q5911240